# Marie-Catherine de Senecey
Marie-Catherine de La Rochefoucauld (1588-1677), duchesse de Randan, est la première dame d'honneur de la reine Anne d'Autriche de 1626 à 1638, puis la gouvernante des enfants de France de 1643 à 1646.

## Biographie
Fille de Jean-Louis de La Rochefoucauld, comte de Randan (fils de Charles de La Rochefoucauld-Randan et de Fulvia Pico della Mirandola), et d'Isabelle de La Rochefoucauld-Roye (fille de François III de La Rochefoucauld et de Charlotte de Roye) elle épouse en 1602 Henri de Bauffremont, marquis de Senecey.
En 1626, elle devient la dame d'atours de la reine Anne d'Autriche, et quand Charlotte de Lannoy meurt cette même année, elle est désignée pour lui succéder dans ses fonctions de première dame d'honneur. Loyale à la reine, elle est très appréciée par celle-ci, mais pas par le cardinal de Richelieu.
En 1638, le roi Louis XIII la relève de son office et l'expulse de la cour pour son opposition au cardinal et pour avoir encouragé Louise de La Fayette à rentrer dans les ordres. Mais quand la reine devient régente en 1643, elle rappelle la marquise de Senecey à la cour pour qu'elle et sa fille Marie-Claire de Bauffremont, comtesse de Fleix, remplacent Françoise de Souvré et Catherine de Saint-Maure aux charges de gouvernante des enfants royaux et première dame d'honneur.
En mars 1661, Louis XIV crée pour elle le duché de Randan en reconnaissance de ses services.

## Sources
- Kleinman, Ruth: Anne of Austria. Queen of France.  (ISBN 0-8142-0429-5). Ohio State University Press (1985)